# Pimpla orbitalis
Pimpla orbitalis là một loài tò vò trong họ Ichneumonidae.